# Kebba O. Fadera
Kebba O. Fadera (* im 20. Jahrhundert) ist ein gambischer Politiker.

## Leben
| Parlamentswahl | Stimmen | Stimmanteil |
| -------------- | ------- | ----------- |
| 1982           | 2.689   | 63,60 %     |

Kebba O. Fadera trat als parteiloser Kandidat bei den Parlamentswahlen in Gambia 1982 für den Repräsentantenhaus im Wahlkreis Eastern Kiang an und gewann ihn gegen seinen Gegenkandidaten Jerreh L. B. Daffeh von der People’s Progressive Party (PPP). Bei den Wahlen 1987 trat Fadera nicht an.